# 塩川政巳
塩川 政巳（しおかわ まさみ、1893年〈明治26年〉3月29日 - 没年不明）は、日本の実業家、政治家。佐久銀行頭取。浅間山観光、塩久各社長。長野県会議員。曹洞宗玄江院総代会長。

## 経歴
長野県・塩川幸太の長男。塩川三四郎の甥。1917年、慶應義塾大学部政治学科を卒業。第一銀行に入行。1923年、佐久銀行に転じる。1936年、家督を相続する。
佐久銀行常務を経て頭取に就任。長野貯蓄銀行、千曲自動車各監査役、東京美術館取締役、浅間山観光、塩久各社長、県選管委員長などをつとめる。

## 人物
宗教は曹洞宗、禅宗。趣味はスポーツ、美術品愛好、運動、俳諧。長野県小諸市在籍で、住所は長野県北佐久郡三岡村森山（現・小諸市森山）、東京宅は赤坂区丹後町。

## 家族・親族
塩川家

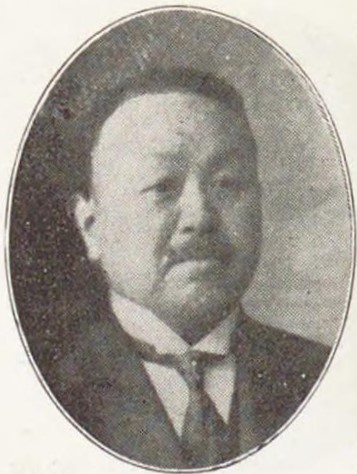
父・塩川幸太

- 父・幸太（1864年 - 1936年、佐久銀行頭取、衆議院議員、長野県会議員）[5][7][8][10]
- 母・よふ（1865年 - ?、長野、小山代吉の長女）[3][4]
- 妻・猪寿恵（1900年 - ?、長野、吉川芳太郎の四女）[3][4][7]
- 養子[1]

親戚
- 叔父・塩川三四郎[7]（北海道拓殖銀行副頭取）
- 妻の兄・吉川亮夫（衆議院議員）